# 顕斎
顕斎（うつしいわい、けんさい）は、神道の祭祀の一つの様態。
祭祀を行うにあたり、現身の人間を祭祀の対象である神に見立てることをいう。

## 日本書紀における顕斎
『日本書紀』の神武東征において、記紀全体で唯一「顕斎」の語が登場する。
大和を目指す神武天皇は熊野から吉野へ入ったが、大和平野は土着の豪族が跋扈しており天皇の分け入る隙がない。その時、神夢により、天香久山の土により天平瓮、厳瓮をつくり、天神地祇を祀るよう命じられた。椎根津彦と弟猾が潜行して調達してきた土で土器を奉製し、丹生川上にて祭を斎行した。その祭の次第についても、記されている。
1. 榊を立てて諸神を祭る。
2. 厳瓮の置物があって顕斎が成り立つ。
3. 道臣命を斎主としてこれを厳姫と名付ける。
4. 奉製した土器を用いて稲魂を炊く。
5. 天皇が厳瓮の粮を嘗する。

その後、神武天皇は大和平野を平定して橿原宮において即位した。

## 神道の祭祀における顕斎
神道の祭祀、その中でも特に、大嘗祭、神嘗祭、新嘗祭など稲魂にまつわる祭祀においては、祭主を神に見立てる事例がある。
- 大嘗祭は、天皇が皇位継承の直後に行われる一代に一度の大祭である。ここでは祭主である天皇が天孫降臨時のニニギノミコトに見立てられ、高天原において天照大神ら天の神々に稲魂を自ら捧げ、これを聞し召す（自ら食する）。この祭祀により、天孫降臨に際してニニギノミコトが授けられた「斎庭の稲穂の神勅」の場面を再現し、天照大神から授けられた天皇霊（稲魂）が新帝に受け継がれる。
- 新嘗祭は、大嘗祭と類似の祭祀が毎年宮中で行われる。天皇はその年の新穀を聞し召すことにより、大嘗祭で得た天皇霊が毎年更新され続ける。
- 神嘗祭は、新嘗祭に先立ち天皇が伊勢神宮に祀られる天照大神に新穀を先んじて納める神宮祭祀であり、天皇にかわり斎王が祭主として奉仕する。

これらの祭祀の形態と、日本書紀における神武天皇の顕斎は、祭主が神となって新穀を聞し召したというロジックは共通している。以上から、神武天皇が粮を嘗することによって天皇霊を獲得し、これが日本建国につながったと考えられ、大嘗祭の祭祀の形態がさかのぼることによって顕斎伝説が生み出されたのではないかと考えられる。